# 江北機場T2航站楼駅
江北機場T2航站楼駅（こうほくきじょう T2 こうたんろうえき、中文表記: 江北机场T2航站楼站、英文表記: Terminal 2 of Jiangbei Airport Station）は、中華人民共和国重慶市渝北区両路街道にある重慶軌道交通3号線及び10号線の駅。重慶江北空港第2ターミナルに直結している。駅番号は、3号線が3/39、10号線が10/20。

## 駅構造

### 3号線
2面2線の相対式ホームを持つ地下駅。下りホームは使用されておらず、下り電車も、上り線（魚洞方向）のホームに停車する。

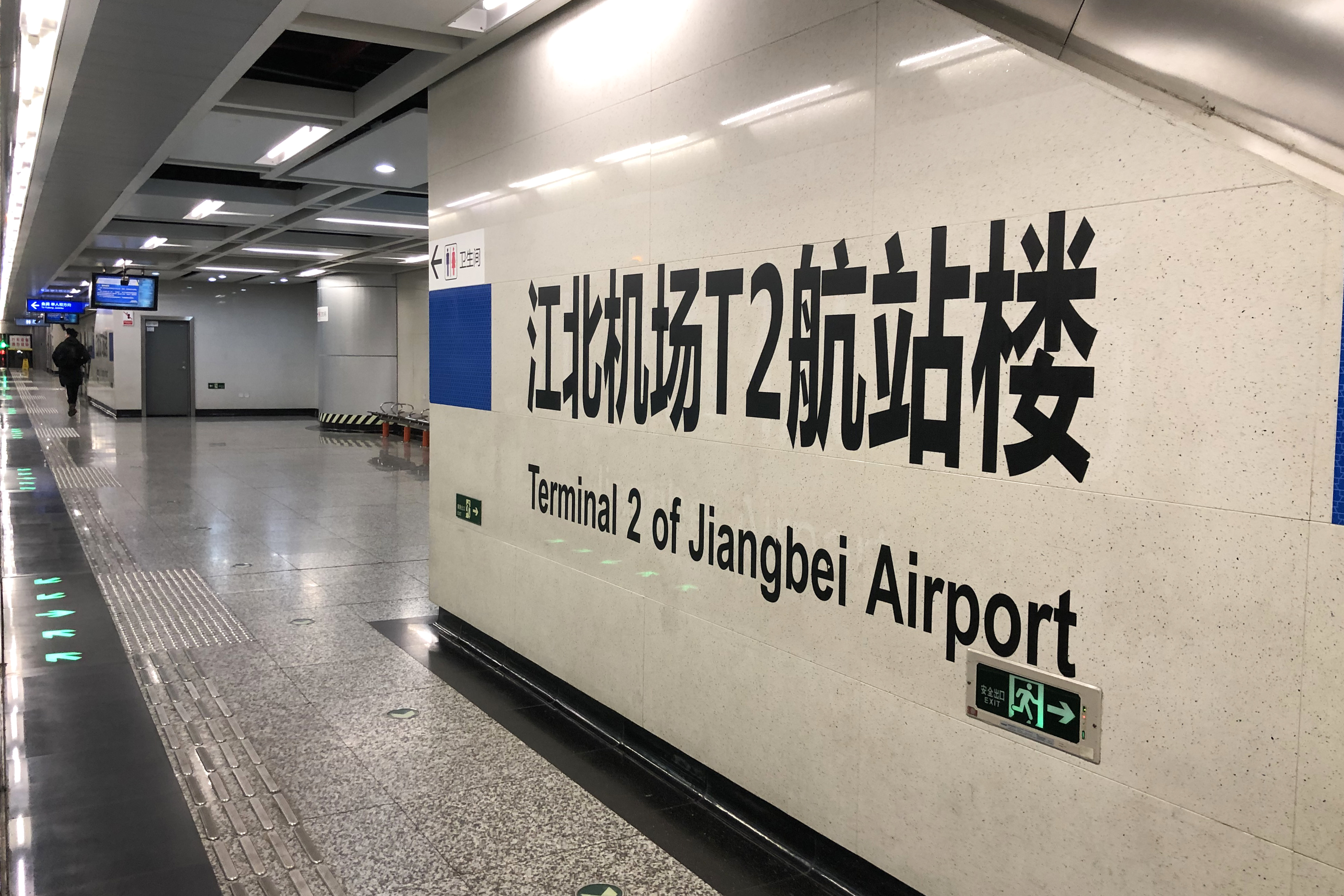
3号線ホーム

ホームの配置
|            | 右側のドアが開く                             |      |   |          |
| 魚洞駅方面 | ←                                            | 3/39 | ← |          |
|            | →                                            | 3/39 | → | 引上げ線 |
|            | 右側のドアが開き、このホームは使われていない |      |   |          |

### 10号線

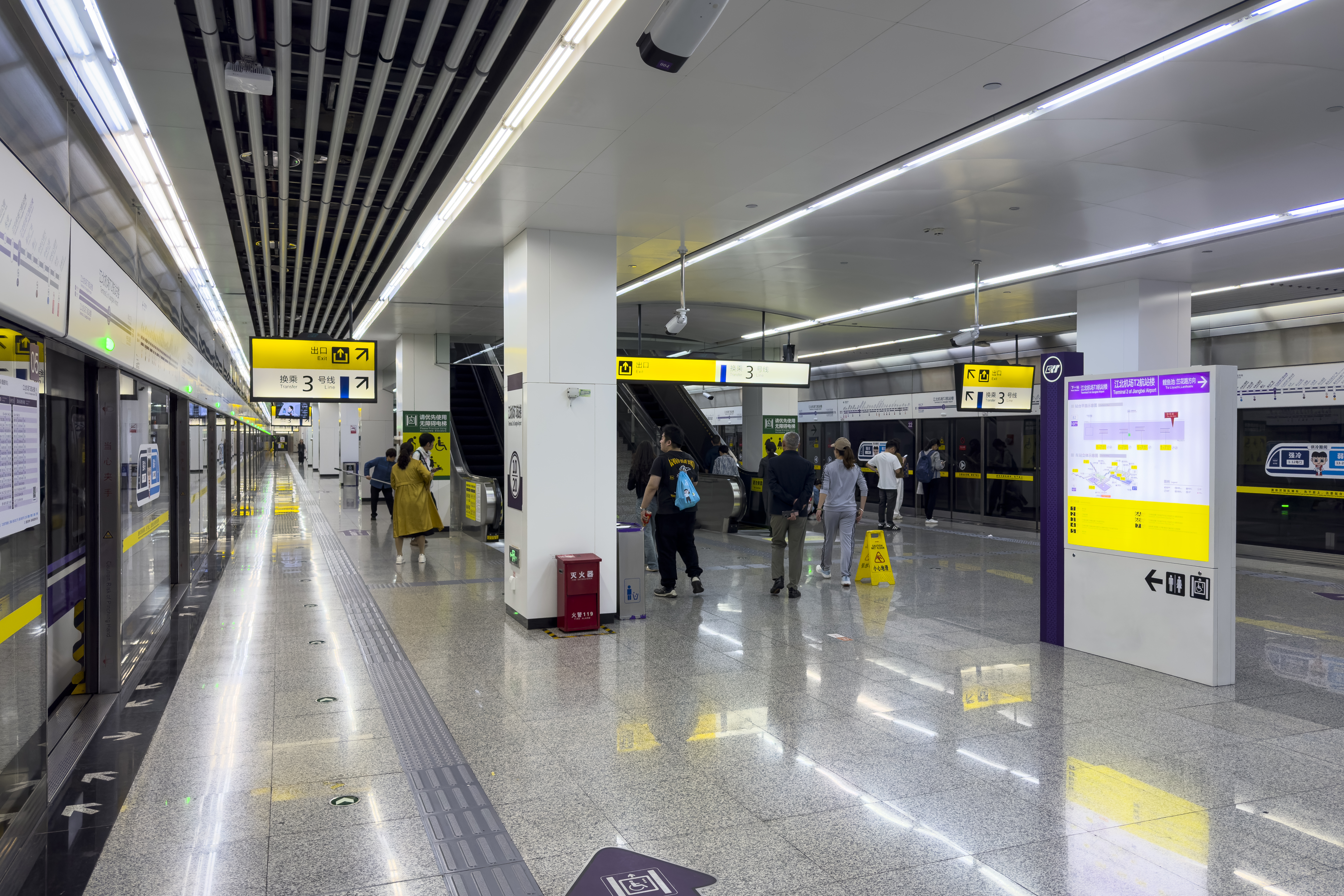
10号線ホーム

ホームの配置
| 蘭花路駅方面 | ←                | 10/20 | ← |              |
|              | 左側のドアが開く |       |   |              |
|              | →                | 10/20 | → | 王家荘駅方面 |

## 駅周辺
- 重慶江北国際空港第2ターミナル

## 隣の駅
重慶軌道交通
■ 3号線
碧津駅 (3/38) - 江北機場T2航站楼駅 (3/39)
■ 10号線
快速
江北機場T3航站楼駅 (10/19) - 江北機場T2航站楼駅 (10/20) - 中央公園西駅 (10/25)
普通
江北機場T3航站楼駅 (10/19) - 江北機場T2航站楼駅 (10/20) - 渝北広場駅 (10/21)